# Volby do Skupščiny Socialistické republiky Slovinsko 1990
Volby do Sociálně-politické komory Skupščiny Socialistické republiky Slovinsko se konaly 8. dubna 1990. Volební účast byla 83,5 %. Voleno bylo 78 poslanců z 80, zbylí dva byli delegáti národnostních menšin. Zbývající dvě komory tehdejší slovinské skupščiny byly voleny nepřímo.

## Volební výsledky
| Politický subjekt                        | Procenta | Mandáty |
| ---------------------------------------- | -------- | ------- |
| Stranka demokratične prenove             | 17,3 %   | 14      |
| Zveza socialistične mladine Slovenije    | 14,5 %   | 12      |
| Slovenski krščanski demokrati            | 13 %     | 11      |
| Slovenska kmečka zveza - Ljudska stranka | 12,6 %   | 11      |
| Slovenska demokratična zveza             | 9,5 %    | 8       |
| Zeleni Slovenije                         | 8,8 %    | 8       |
| Socialdemokratska stranka Slovenije      | 7,4 %    | 6       |
| Socialistična stranka Slovenije          | 5,4 %    | 5       |
| Slovenska obrtniška stranka              | 3,5 %    | 3       |